# Peschani (Tbilískaya, Krasnodar)
Peschani (del ruso: Песчаный) es un jútor del raión de Tbilískaya del krai de Krasnodar, en Rusia. Está situado en las tierras bajas de Kubán-Azov, en la orilla izquierda del río Zelenchuk Vtorói, afluente del Kubán, frente a Staroarmianski, 17 km al sureste de Tbilískaya y 111 km al este de Krasnodar, la capital del krai.  Tenía 1 035 habitantes en 2010.
Es cabeza del municipio rural Peschanoye, al que pertenecen asimismo Veriovkin y Staroarmianski.

## Servicios sociales
En la localidad se halla la escuela nº14